# Capitol Park Museum - Baton Rouge
Le Le Capitol Park Museum est une branche du Louisiana State Museum situé au n°660  4th Street à Baton Rouge en Louisiane.
Il y a deux expositions permanentes sur l'histoire et la culture de la Louisiane. Le bâtiment a été conçu par le studio de design basé à La Nouvelle-Orléans Eskew Dumez Ripple et les expositions ont été créées par Christopher Chadbourne & Associates.
Les objets notables incluent le sous-marin confédéré Bayou St. John et le clairon d'enfance de Louis Armstrong.

## Galerie
|                          |
| Sous-marin Bayou St.John |

|                            |
| Clairon de Louis Armstrong |